# 俵木藤汰
俵木 藤汰（たわらぎ とうた、1962年11月29日 - ）は、日本の俳優、声優。ミーアンドハーコーポレーション、劇団ラッパ屋所属。
新潟県出身。身長169cm、体重70kg。
早稲田大学在学中の1985年、早稲田大学の演劇サークル「劇団木霊」に参加。1995年より劇団ラッパ屋に所属。

## 出演

### テレビドラマ
水曜ミステリー9（テレビ東京）
- 殺意（2005年） - 石橋渡 役
- 顔のない女（2007年） - 石橋渡 役
- 黒い骨（2007年） - 松橋刑事 役

相棒 （テレビ朝日）
- 第4シリーズ（2006年） - 甲野真 役
- 第10シリーズ（2012年） - 葉山署長 役
- 第16シリーズ（2018年） - 風間博 役
- 第19シリーズ（2019年） - 野口部長 役
- 第22シリーズ（2023年） - 佐川倫之助巡査 役

大河ドラマ（NHK総合）
- 功名が辻（2006年） - 佐久間信盛 役
- 龍馬伝（2010年） - 熊本藩隊長 役
- 西郷どん（2018年）
- 青天を衝け（2021年） - 岩下佐次右衛門 役

連続テレビ小説 （NHK総合）
- 純情きらり（2006年） - 医師 役
- 瞳（2008年） - 石井忠司 役
- 半分、青い。（2018年） - 岩堀社長 役
- 虎に翼（2024年） - 森口 役

1999年
- 古畑任三郎 vs SMAP（フジテレビ）
- 可愛いだけじゃダメかしら? 第3話（1月25日、テレビ朝日）
- 音の犯罪捜査官・響奈津子3（フジテレビ）
- 安楽椅子探偵登場（朝日放送）

2000年
- ホステス探偵危機一髪2（TBS）
- アナザヘヴン〜eclipse〜 第4話（5月11日、テレビ朝日）
- 流れ星お銀!事件解決いたします（TBS）
- はみだし刑事情熱系 PART5（テレビ朝日）

2001年
- 郷土の偉人シリーズ 海軍少将 高木惣吉 〜すみやかに戦争の終結をはかるべし〜（11月3日、テレビ熊本） - 吉岡文六 役

2002年
- TRICK2 第2話・第3話（1月18日・25日、テレビ朝日） - カワシマ秘書 役
- ごくせん（日本テレビ） - 野田猛の父 役
- ママまっしぐら!3（TBS） - 田口 役
- 世にも奇妙な物語 秋の特別編「声を聞かせて」（フジテレビ）

2003年
- 元カレ（TBS） - 上山 役
- WATER BOYS（フジテレビ） - 建設課の担当者 役
- 共犯者（日本テレビ） - 警官 役
- 夢みる葡萄（NHK総合） - 大川 役

2004年
- 昨日の友は今日の敵?（NHK総合） - 同級生 役
- 女検事・霞夕子22（日本テレビ） - 池内事務長 役
- 滅びのモノクローム（フジテレビ） - 野村課長 役
- 離婚弁護士（フジテレビ） -　中年男 役
- 仔犬のワルツ（日本テレビ） - 修理工場社長 役
- ラストプレゼント 娘と生きる最後の夏（日本テレビ） - ケーキ屋店主 役
- おみやさん 第3シリーズ（テレビ朝日） - 杉本善生 役
- 虹のかなた（TBS） - 商店主 役

2005年
- 獄窓記（TBS） - 広沢 役
- 空中ブランコ（フジテレビ） - 医療機器会社課長
- 祖国（WOWOW） - 田沢啓司 役
- 屋台弁護士1（フジテレビ） - 木崎春彦 役
- 女の一代記 瀬戸内寂聴（フジテレビ） - 編集者 役

2006年
- ガチバカ!（TBS） - 桃ヶ丘高校教員 役
- 松本清張ドラマスペシャル・波の塔（TBS）

2007年
- 演歌の女王（日本テレビ） - 医師 役
- こんにちは、母さん（NHK総合） - 八百屋店主 役
- ゾウのはな子（フジテレビ） - 山崎敦夫 役
- マラソン（TBS） - 警官 役
- 検事・霞夕子SP 豪華客船殺人クルージング（日本テレビ）
- おいしいごはん 鎌倉・春日井米店（テレビ朝日） - 古道具屋主人 役
- 海峡（NHK総合） - 釜山の警部 役

2008年
- 警視庁捜査一課9係 season3（テレビ朝日） - 保田修一 役
- ルパンの消息（WOWOW） - 三ツ寺治 役
- 赤い糸（フジテレビ） - パティシエ 役

2009年
- DOOR TO DOOR（TBS） - 主治医 役
- MR.BRAIN（TBS） - 会場責任者 役
- 官僚たちの夏 第3話（TBS） - 繊維業者 役
- 赤鼻のセンセイ（日本テレビ） - 校長先生 役
- 水曜シアター9「温泉仲居 小泉あつ子の事件帳」（テレビ東京） - 稲葉哲夫 役
- 白洲次郎（NHK総合） - 次郎の運転手 役
- JIN-仁-（TBS） - 同心 役

2010年
- エンゼルバンク〜転職代理人（テレビ朝日） - 竹村部長 役
- 宿命 1969-2010 -ワンス・アポン・ア・タイム・イン・東京- 第8話（テレビ朝日） - 記者 役
- 特上カバチ!!（TBS） - 検察庁担当刑事 役
- 新・警視庁捜査一課9係season2（テレビ朝日） - 西永 役
- ギルティ 悪魔と契約した女第2話（フジテレビ） - パティースリー立花の店長 役
- ミステリー作家六波羅一輝の推理「白骨の語り部」（テレビ朝日）

2011年
- 屋上のあるアパート（3月21日） - 桂木紀夫 役
- 高校生レストラン（日本テレビ） - 料亭の板長 役
- 万引きGメン・二階堂雪20（TBS） - 刑事 役
- 明日の光をつかめ2（フジテレビ） - 刑事 役
- 下町ロケット（WOWOW） - 徳田 役
- ドン★キホーテ 第11話（日本テレビ） - 嶋部長 役
- 生きてるだけでなんくるないさ（日本テレビ） - 岡本診療所の医師 役
- 世にも奇妙な物語 2011年 秋の特別編「JANKEN」（フジテレビ） - 大原部長 役

2012年
- ダーティ・ママ!（日本テレビ） - タナカ 役
- サマーレスキュー〜天空の診療所〜（TBS）
- ストロベリーナイト 第10話（フジテレビ） - 木下善郎 役
- 37歳で医者になった僕〜研修医純情物語〜（関西テレビ） - 倉田隆雄 役
- ATARU 第1話（TBS） - 20MART店長 役
- 実験刑事トトリ 第1話（NHK総合）

2013年
- 濃姫II〜戦国の女たち（テレビ朝日）
- 世にも奇妙な物語'13 春の特別編「石油が出た」（フジテレビ） - 副村長 役

2014年
- 月曜ゴールデン「捜査指揮官 水城さや2」（TBS） - 前田刑事 役
- SMOKING GUN〜決定的証拠〜（フジテレビ） - 鶴野亀次郎 役
- ほっとけない魔女たち（東海テレビ） - 島田克郎 役
- SAKURA〜事件を聞く女〜 第9話・第10話（TBS） - 魚住崇 役
- 医龍-Team Medical Dragon-（フジテレビ） - 鎌田哲司 役

2015年
- 問題のあるレストラン 第1話（フジテレビ）
- デザイナーベイビー 第5話（NHK総合）

2016年
- 土曜ワイド劇場「事件17 大富豪の夫を殺した女!」（6月4日、テレビ朝日） - 深町浩二 役
- ヤッさん〜築地発！おいしい事件簿〜 第3話（テレビ東京）
- 営業部長 吉良奈津子（8月11日、フジテレビ） - 宇野龍一（第二営業部長） 役

2017年
- 突然ですが、明日結婚します 第7話・第8話（フジテレビ）
- 将棋めし第4話（8月24日、フジテレビ） - 雲海宏伸（九段） 役
- ウチの夫は仕事ができない 第7話（日本テレビ）
- トットちゃん！（テレビ朝日）

2018年
- モブサイコ100（テレビ東京）
- 三匹のおっさん（テレビ東京） - 村岡監督 役
- ラストチャンス 再生請負人 第2話・第7話（テレビ東京）
- ヘッドハンター（テレビ東京） - 及川道夫 役
- 昭和元禄落語心中（NHK総合） - 席亭 役
- ドロ刑 第7話（日本テレビ） - 中井直人 役
- 警視庁強行犯係・樋口顕（テレビ東京） - 塩崎祐司 役

2019年
- 日曜プライム 「深層捜査3」（テレビ朝日） - 杉山昇 役

2020年
- 風の市兵衛 SP（NHK総合） - 徳五郎 役
- 最後のオンナ（テレビ東京）
- 駐在刑事Season2 第6話（テレビ東京）
- 七人の秘書（テレビ朝日） - 鰐淵明 役

2021年
- 半径5メートル（NHK総合） - 三田順平 役
- 漂着者（テレビ朝日） - 今泉茂 役
- ドクターＹ ～外科医・加地秀樹～（テレビ朝日）
- お花のセンセイ 第2弾（12月23日、テレビ朝日） - 課長 役

2022年
- 連続ドラマW 眼の壁（WOWOW）- 篠田真司 役
- 恋なんて、本気でやってどうするの？ 第1話（フジテレビ）

2023年
- ハイエナ 第2話（テレビ東京）

2024年
- 新空港占拠（日本テレビ） - 白川巌 役
- 花咲舞が黙ってない 第3シリーズ 第9話（6月8日、日本テレビ） - 市村 役
- 民王R 第6話（2024年11月26日、テレビ朝日） - 生田 役

2025年
- 法廷のドラゴン 第1話（1月17日、テレビ東京） - 桐丘昭宜 役[43]

### 配信ドラマ
- ホリデイラブ番外編〜10年前の2人・高森夫妻編〜（2018年、AbemaTV） - 西村部長 役[44]

### 映画
- 会社物語（1988年）
- ガメラ2 レギオン襲来（1996年）
- 新・居酒屋ゆうれい（1996年） - ガラス屋 役[45]
- サラリーマン金太郎（1999年）
- 雨あがる（2000年）
- ココニイルコト（2001年） - 宇田川政樹 役[46]
- 誰も知らない（2004年）[47]
- 太陽（てぃだ）（2006年）
- パッチギ! LOVE&PEACE（2007年）
- サウスバウンド（2007年）
- K-20 怪人二十面相・伝（2008年）
- MW-ムウ-（2009年）
- クヒオ大佐（2009年）[48]
- 紙の月（2014年）[49]
- ロマンス（2015年）[50]
- 青空エール（2016年）[51]
- 心が叫びたがってるんだ。（2017年）
- ゴジラ-1.0 (2023年) - 富士丸船長 役

### 舞台
- 憎いあんちくしょう（2002年）
- garden（2002年）[52]
- 春は爛漫（2003年）
- SLEEPLESS（2003年）[53]
- 裸でスキップ（2004年）
- おもろい女（2004年）
- 12 twelve（2007年）
- 妻の家族（2007年）
- ブラジル（2009年）
- 世界の秘密と田中（2010年）
- LOVE GUN（2010年）
- YMO〜やっとモテたオヤジ〜（2010年）
- 凄い金魚（2011年）
- ハズバンズ&ワイブズ（2011年）
- 飛び加藤（2012年）
- クールの誕生（2012年）[54]
- おじクロ（2012年）
- ポンコツ大学探険部（2015年）[55]
- 地を渡る舟 -1945 / アチック・ミューゼアムと記述者たち-（2015年）[56]
- 筋書ナシコ（2016年6月 - 7月）[57]
- 舞台版 こちら葛飾区亀有公園前派出所（2016年9月） - 大原大次郎 役[58]
- お気に召すまま（2017年） - コリン 役[59]
- 怪人21面相（2017年）[60]
- 父の黒歴史（2018年）[61]
- たいこどんどん（2018年） - 片目侍 役[62]
- D51-651（2018年）[63]
- かもめ（2019年） - シャムラーエフ 役[64]
- 2.8次元（2019年）[65]
- イヌの仇討（2020年） - 榊原平左衛門 役[66]
- ラッパ屋 リーディング公演『距離と人間』（2020年）[67]
- コメンテーターズ（2021年）[68]
- ミュージカル『刀剣乱舞』江水散花雪（）（2022年1月 - 3月） - 井伊直弼 役[69]
- 掃除機（2023年） - チョウホウ 役[70]
- ラッパ屋リーディング公演Vol.2『ショウは終わった』（2023年）[71]
- ウェルカム・トゥ・ホープ（2023年）[72]
- 七人の墓友（2024年）[73]
- ミュージカル『刀剣乱舞』祝玖寿 乱舞音曲祭（）（2024年）[74]
- はなしづか（2025年）[75]
- キレイをつなぐ物語（2025年公演予定）[76]

### アニメ
- こちら葛飾区亀有公園前派出所（フジテレビ） - 石頭鉄岩、剣寄茂強
  - 第95話「交通安全の鬼！」（1998年）
  - 第102話「呪いの梅干し壺」（1998年）
  - 第142話「激闘カンケリ大戦争」（1999年）
  - 第214話「帰ってきた交通安全の鬼」（2001年）

### 吹き替え

#### 映画
- オクトパス（2000年）
- 黒い家（2007年）

#### テレビドラマ
- ER緊急救命室（メドニック）
- 騎馬警官（ガルディーノ）
- 製パン王 キム・タック（ハン・スンジェ）
- 太王四神記（火天会の大長老）
- チャームド 〜魔女3姉妹〜（グレン）
- ホテル・バビロン（ジョンソン）

### ラジオ
- FMシアター「茶筒のゆくえ」（2004年） [77] - 平泉守

### CM
- ポッカ「First Drip」
- パナソニック「VIERA」（ナレーション）
- キリンビール「一番搾り 鯛の塩釜焼き篇」
- NTTドコモ「マナー向上」
- ダイハツ工業「DAIHATSU Cafe Project」
- 西友 KY365「課長のお昼篇」